# 阿卜賴·汗·坎舍爾
阿卜賴·汗·坎舍爾，(Абылай Уәлибақыұлы ?-?)，17世紀哈薩克汗國中玉茲可汗。

## 傳記
他生於烏爾根奇，後成為塔什干和突厥斯坦的統治者。
他因在針對鄰國的軍事行動中的殘忍行徑而聞名，並給鄰居和內部敵人灌輸恐懼。為此他獲得了綽號Kanisher，在哈薩克語中意為吸血鬼。
他的孫兒是著名的阿布賚汗。